# Huonia thalassophila
Huonia thalassophila – gatunek ważki z rodziny ważkowatych (Libellulidae).